# اچ‌ام‌ای‌اس آرو (پی ۸۸)
اچ‌ام‌ای‌اس آرو (پی ۸۸) (به انگلیسی: HMAS Arrow (P 88)) یک کشتی بود که طول آن ۱۰۷٫۶ فوت (۳۲٫۸ متر) بود. این کشتی در سال ۱۹۶۸ ساخته شد.